# 684-es busz
A 684-es jelzésű regionális autóbusz Szigetszentmiklós, Városháza és Szigethalom, autóbusz-állomás között közlekedik a szigetszentmiklósi Bucka városrész érintésével. A viszonylatot a MÁV Személyszállítási Zrt. üzemelteti.

## Története
2015. augusztus 1-jén Szigetszentmiklós, Bucka városrész autóbusz-hálózata jelentősen átalakult, augusztus 3-án új járat indult 684-es jelzéssel a korábbi buszjáratok (681, 685, 686) helyett.

## Megállóhelyei
| 0                                                  | Szigetszentmiklós, Városháza végállomás                               | 19 | ∫  | 18 | 38, 238, 279, 279B, 280, 280B 672, 673, 674, 675, 676, 678, 682, 683, 689, 691                     |
| 1                                                  | Szigetszentmiklós, Városi Könyvtár                                    | ∫  | ∫  | ∫  | 38, 238, 279, 279B 672, 673, 674, 682, 683                                                         |
| ∫                                                  | Szigetszentmiklós, Szent Erzsébet tér                                 | 17 | ∫  | 16 | 682, 683                                                                                           |
| 4                                                  | Szigetszentmiklós, Jókai utca vonalközi érkező végállomás (egy menet) | 16 | 16 | 14 | 38, 238, 279, 279B, 280, 280B 682, 683                                                             |
| 5                                                  | Szigetszentmiklós, Váci Mihály utca (József Attila-telep H)           | 15 | 15 | 12 | 38, 238, 279, 279B, 280, 280B 682, 683                                                             |
| 6                                                  | Szigetszentmiklós, Őz utca (HÉV-állomás) (József Attila-telep H)      | 14 | 14 | 10 | 682, 683                                                                                           |
| 8                                                  | Szigetszentmiklós, Tebe sor                                           | 13 | 13 | 8  | 682, 683                                                                                           |
| ∫                                                  | Szigetszentmiklós, Vénusz utca                                        | 12 | 12 | 7  | 682, 683                                                                                           |
| 10                                                 | Szigetszentmiklós, Bucka ABC                                          | 11 | 11 | 5  | |
| 11                                                 | Szigetszentmiklós, Bucka-tó                                           | 9  | 9  | 3  | |
| 13                                                 | Szigetszentmiklós, Csépi út vonalközi induló végállomás (egy menet)   | 7  | 7  | 0  | 682, 683                                                                                           |
| Szigetszentmiklós–Szigethalom közigazgatási határa |                                                                       |    |    |    | |
| 15                                                 | Szigethalom, Újtelep                                                  | 4  | 4  | ∫  | 660, 661, 663, 664, 665, 667, 668, 682, 683                                                        |
| 16                                                 | Szigethalom, Bucka Gyöngye                                            | 3  | 3  | ∫  | 660, 661, 663, 664, 665, 667, 668                                                                  |
| 17                                                 | Autógyár, III. sz. kapu                                               | 2  | 2  | ∫  | 660, 661, 663, 664, 665, 667, 668                                                                  |
| 19                                                 | Szigethalom, autóbusz-állomás végállomás                              | 0  | 0  | ∫  | 660, 661, 663, 664, 665, 667, 668, 672, 673, 674, 675, 676, 689, 690, 691, 692, 693, 694, 695, 696 |